# 杂色维达雀
，是雀形目维达雀科的一种鸟类。
暗紫维达雀体重约14.33克，翼长约67.8毫米，喙宽度约4.4毫米，喙厚度约6毫米，嘴峰长约10.5毫米，跗蹠长约13.6毫米，尾长约42.9毫米。
暗紫维达雀是留鸟，栖息在林地，它们是植食性动物，主要以植物的种子或坚果为食。

## 亚种
- Vidua funerea nigerrima，分布在肯尼亚至莫桑比克、安哥拉和津巴布韦。
- Vidua funerea funerea，分布在南非林波波河以南、斯威士兰和莫桑比克。[4]